# Respect (film)
A Respect 2021-ben bemutatott amerikai-kanadai zenés életrajzi filmdráma Liesl Tommy elsőfilmes rendezésében. Az Aretha Franklin amerikai énekesnő életén alapuló film forgatókönyvét Tracey Scott Wilson írta. A főbb szerepekben Jennifer Hudson, Forest Whitaker, Marlon Wayans, Audra McDonald, Marc Maron, Tituss Burgess, Saycon Sengbloh, Hailey Kilgore, Heather Headley, Skye Dakota Turner, Tate Donovan és Mary J. Blige látható.
Az Amerikai Egyesült Államokban 2021. augusztus 13-án mutatták be. Magyarországon augusztus 12-én jelent meg a Fórum Hungary forgalmazásában.

## Cselekmény
Aretha Franklin gyermekként apja egyházi kórusában énekel. Felnőve nemzetközi zenei szupersztárrá és a soul királynőjévé válik. Eközben egy megalázó házasságot kell elviselnie a patriarchátus korlátai közé szorulva, és aktívan részt vesz a polgárjogi mozgalomban is.

## Szereplők
| Szerep                   | Színész           | Magyar hang[forrás?] |
| ------------------------ | ----------------- | -------------------- |
| Aretha Franklin          | Jennifer Hudson   | Bánfalvi Eszter      |
| C. L. Franklin           | Forest Whitaker   | Kerekes József       |
| Ted White                | Marlon Wayans     | László Zsolt         |
| Barbara Siggers Franklin | Audra McDonald    | Bognár Gyöngyvér     |
| Jerry Wexler             | Marc Maron        | Végh Péter           |
| James Cleveland          | Tituss Burgess    |                      |
| Erma Franklin            | Saycon Sengbloh   | Pálmai Anna          |
| Carolyn Franklin         | Hailey Kilgore    | Németh Borbála       |
| John Hammond             | Tate Donovan      |                      |
| Dinah Washington         | Mary J. Blige     |                      |
| Kelvin Hair              | Sam Cooke         |                      |
| Heather Headley          | Clara Ward        |                      |
| Smokey Robinson          | Lodric D. Collins |                      |

## A film készítése
A projekt már régóta fejlesztés alatt állt, amelyben Jennifer Hudson játszotta volna Aretha Franklint. Maga Franklin egészen 2018. augusztus 16-án bekövetkezett haláláig részt vett a fejlesztés munkálataiban. 2019 januárjában Liesl Tommy lett a film rendezője. 2019 októberében a többi szereplő is csatlakozott a filmhez, köztük Forest Whitaker, Marlon Wayans, Audra McDonald és Mary J. Blige.
Az MGM egy 2019. júniusi megállapodásban a Bron Creative-ot társfinanszírozóként és producerként adta hozzá a filmhez. 2019. szeptember 2-án kezdődött a forgatás a Georgia állambeli Atlantában, és 2020. február 15-én fejeződött be. Jonathan Glickman, az MGM mozgóképes csoportjának elnöke 2020. február 1-jén távozott a cégtől, és a filmmel kapcsolatban elsőfilmes szerződést kötött.
A filmzene egy eredeti dalt tartalmaz, melynek címe Here I Am (Singing My Way Home), amit Hudson ad elő. A Hudson, Carole King és Jamie Hartman által írt és will.i.am által készített dal 2021. június 18-án jelent meg. A zenealbum augusztus 13-án jelenik meg az Epic Records forgalmazásában.

## Bemutató
Világpremierje 2021. augusztus 8-án volt Los Angelesben, az Amerikai Egyesült Államokban pedig 2021. augusztus 13-án került a mozikba. A filmet eredetileg 2020. december 25-én tervezték limitált kiadásban bemutatni. 2021. január 8-án bővített változatban, a következő héten pedig szélesebb körben jelent volna meg. A COVID-19 világjárvány miatt a filmet január 15-én kizárólag széles körben, korlátozott forgalmazás nélkül mutatták be, majd ismét 2021 augusztusára halasztották. A korábbi megjelenési dátumok között szerepelt még 2020. augusztus 14. és október 9. is.
A filmet a 74. Locarnói Nemzetközi Filmfesztiválon vetítették a Piazza Grande részlegen, amelyet augusztus 4. és 14. között rendeztek meg.

## Fordítás
- Ez a szócikk részben vagy egészben  a   Respect (2021 American film) című angol Wikipédia-szócikk fordításán alapul.  Az eredeti cikk szerkesztőit annak laptörténete sorolja fel. Ez a jelzés csupán a megfogalmazás eredetét és a szerzői jogokat jelzi, nem szolgál a cikkben szereplő információk forrásmegjelöléseként.